# Prionomastix fasciatipennis
Prionomastix fasciatipennis är en stekelart som först beskrevs av Girault 1913.  Prionomastix fasciatipennis ingår i släktet Prionomastix och familjen sköldlussteklar. Inga underarter finns listade i Catalogue of Life.